# 康提基号

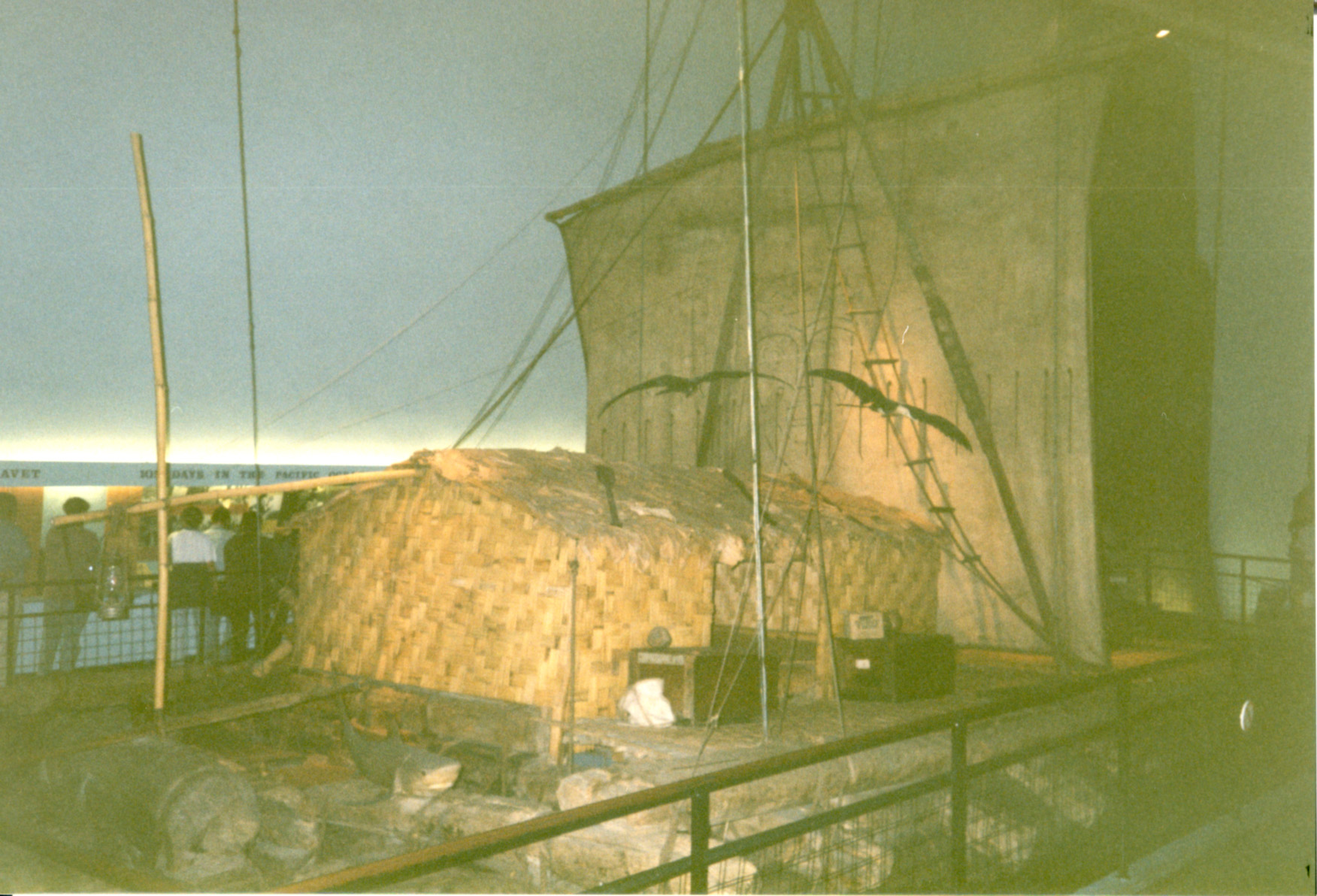
康提基号

康提基号（Kon-Tiki），是挪威的人类学者、海洋生物学者、探險家托尔·海尔达尔制作的一艘帆船。1947年4月28日，他与另五名同伴同乘康提基号木筏从秘鲁海岸的卡亚俄港出发，最终到达南太平洋的图阿莫图群岛，航程6,900公里 (约4,300英里)而轰动一时。

## 歷史
托尔·海尔达尔的康提基号是以印加帝国的太阳神康提基来命名，他们模拟太阳神康提基因为战败而从的的喀喀湖逃离而向西方的一次远征，来证明他的一个理论：太平洋中的波利尼西亚群岛的第一批居民是5世纪从南美洲的秘鲁漂洋向西而来的。
这支探险队一行六人，外加一只鹦鹉，康提基号木筏是以南美的筏木加上当地的一些材料来建造，并完全以当年征服了印加帝国的西班牙人所描绘的图面来复元制作，1947年4月28日出航，并于101天后的1947年8月7日到达图阿莫图群岛。
康提基在离岸时由拖曳船拖着越过秘鲁涼流，从此后所用的唯一的现代科技只有一台无线电。食品方面是分成两组，一组是完全古代秘鲁人的食品，主要是薯干及肉干。另一组验证支援此次行动的美军开发的军需品。新鲜的鱼则从海中捕捞，食水以中通的竹管贮存，并系于筏边自然冷却，途中补充雨水。
此行他们经历了很多奇妙的与大自然的亲密接触经历。

## 改編
而描写了他们的航海历险的长篇纪实小说后来被拍成了电影《康-蒂基》，并于1951年获得奥斯卡长篇纪实电影奖。
2012年挪威电影《孤筏重洋》获得第85屆奧斯卡金像獎最佳外语片提名。